# Ворен Кристофер
Ворен Кристофер (енгл. Warren Christopher; Скрантон, 27. октобар 1925 — Лос Анђелес, 18. март 2011) је био амерички политичар и 63. државни секретар у администрацији председника Била Клинтона. Такође је био заменик врховног тужиоца у администрацији Линдона Џонсона и заменик државног секретара у администрацији Џимија Картера.